# وادی فهود
 وادی فهود  (به عربی:  وادی الفهود )       یعنی 
« دره پلنگها  »  نام دره ای و روستائی از روستاهای کشور پادشاهی عمان است، ویکی  از (نقاط دیدنی سلطنت عمان) به‌شمار می‌آید.
این روستا در مشرق روستای وکان و در غرب روستای وادی بنی عوف واقع شده‌است و از توابع شهرستان نزوی است و در استان منطقه داخلیه قرار دارد.  

گفتاره‌است که در دوران گذشته در این دره گله‌ای پلنگ جاه گرفته بودند و به روستا نشینان اطراف و گوسفندان ودامداران اهالی حمله می‌کرده‌اند، در یکی از روزها و در اثر سرما وگرسنگی پلنگها، حمله شدیدی از جانب پلنگها به یکی از روستاهای نزدیک این دره می‌شود که در این حمله پلنگها دوکودک خردسال می‌ربایند، بعد این حادثه والی منطقه صد نفر مسلح بر سر پلنگها در درهٔ مذکور می‌فرستد و این تفنگداران مدت چند روز در این دره می‌جنگند و تمام پلنگهایی که دره وجود داشتند بهلاکت می‌رسانند. بعد از آن این دره به «وادی الفهود» پیش اهالی منطقه معروف می‌گردد، ومعنایش «دره پلنگها» است. جایی است مشهور نزد مردم عمان. در حال حاضر چند روستای آباد در اطراف این دره وجود دارد، اما از پلنگها دیگه خبری نیست و نسل پلنگ در این منطقه نابود شده‌است.